# Frédéric Godefroy
Pour les articles homonymes, voir Godefroy.
Frédéric-Eugène Godefroy, né le 14 décembre 1826 à Paris et mort le 30 septembre 1897 à Lestelle-Bétharram (Pyrénées-Atlantiques), est un philologue et lexicographe romaniste, journaliste et enseignant français.

## Biographie
Cadet d’une famille bourgeoise parisienne, entré au petit séminaire de Saint-Nicolas-du-Chardonnet, sous la direction de Félix Dupanloup, après des études chez les Lasalliens, il devient professeur de littérature dans l'enseignement libre (appellation de l'enseignement privé, généralement sous contrôle religieux, en France).
Passionné de recherches sur l'histoire du français, il se fait remarquer par la publication d'ouvrages à destination scolaire, dont les premiers volumes de l'Histoire de la littérature française en 1860, et, en 1862, son Lexique comparé de la langue de Corneille et de la langue du XVIIe siècle en général en deux volumes.
Par le truchement de Victor Duruy, il est ensuite chargé par le gouvernement impérial en 1870, puis par le gouvernement républicain en 1888, de faire des recherches philologiques, dans les bibliothèques françaises, italiennes, puis européennes. Son Dictionnaire de l’ancienne langue française et de tous ses dialectes du IXe au XVe siècle lui vaut une reconnaissance qui dure.
En 1874, il est invité par Félix Dupanloup, évêque d'Orléans, à prononcer son discours La tristesse patriotique, le pèlerinage de Metz au petit séminaire de La Chapelle-Saint-Mesmin.
Fervent catholique, il écrit également Livre d’or français. La mission de Jeanne d’Arc en 1878 et l'Étude sur les principaux collèges chrétiens l'année suivante, et publie dans différents journaux de catholiques conservateurs tels la Patrie, l’Univers, le Correspondant, et la Revue du monde catholique. À l'écart des institutions officielles, ses prises de positions politiques empêchent, malgré le soutien du duc d’Aumale et des contacts réguliers avec Louis Veuillot, Émile Littré, Émile Egger, Prosper Mérimée, Abel-François Villemain ou Charles-Augustin Sainte-Beuve, la reconnaissance de l'importance de ses travaux dans la constitution de la lexicographie moderne.
De l'Académie française, il reçoit le prix Lambert 1861 pour Histoire de la littérature française depuis le XVIe siècle jusqu’à nos jours, le prix Montyon 1879 pour La mission de Jeanne d’Arc, le prix Marcelin Guérin 1882 pour Histoire de la littérature française au XIXe siècle et le prix Monbinne 1897 à titre posthume.
Une de ses œuvres les plus célèbres, le « Dictionnaire de l’ancienne langue française du IXe siècle au XVe siècle » est à utiliser avec précaution car il contient de nombreux mots fantômes (wikt:mot fantôme), les sources utilisées étant tout type de documents anciens, comme de simples courriers ou notes.
Il fit partie des contributeurs du Dictionnaire des dictionnaires. Lettres, sciences, arts, encyclopédie universelle (1884-1890), de Paul Guérin dont son neveu et collaborateur, Frédéric Loliée fut le secrétaire de rédaction.

## Ouvrages
- Histoire de la littérature française depuis le XVIe siècle jusqu’à nos jours, 1859-1863
- Lexique comparée de la langue de Corneille et de la langue du XVIIe siècle en général, 1862
- Morceaux choisis des prosateurs et poètes français des XVIIe, XVIIIe et XIXe siècles, 1872
- L’Instrument de la revanche. Études sur les principaux collèges chrétiens, 3 vol., 1872
- La Mission de Jeanne d’Arc, 1878
- Morceaux choisis des prosateurs et poètes français du IXe au XVIe siècle, gradués en cinq cours
- Histoire de la littérature française au XIXe siècle (1880)
- Histoire de la littérature française, depuis le XVIe siècle jusqu'à nos jours, 3 vol., 1859-63 ; suivis de 12 autres volumes jusqu’en 1882.
- Dictionnaire de l’ancienne langue française et de tous ses dialectes du IXe siècle au XVe siècle, 9 vol, 1891-1902 ; Tomes 1, 2, 3, 4, 5, 6, 7, 8, 9 sur Gallica
- La tristesse patriotique, le pèlerinage de Metz : discours prononcé au petit séminaire: de La Chapelle Saint-Mesmin, le 3 novembre 1874 disponible sur le site de la BNF Gallica

## Sources
- Daniel Moulinet, Le regard d’un catholique lettré sur la littérature française : Frédéric Godefroy (1826-1897), laboratoire Religions Sociétés et Acculturations, université Lyon III, 2001.
- Jacques-Philippe Saint-Gérand, Godefroy, Frédéric-Eugène, Université de Toronto